# Starksia elongata
Starksia elongata är en fiskart som beskrevs av Gilbert, 1971. Starksia elongata ingår i släktet Starksia och familjen Labrisomidae. Inga underarter finns listade i Catalogue of Life.